# Rekombinationsleuchten
Als Rekombinationsleuchten werden Leuchterscheinungen von Gasatomen und Molekülen bezeichnet, die nach der Ionisation durch starke Strahlungsquellen ihre zusätzliche Energie in Form von Photonen wieder abgeben. Diese strahlende Rekombination besteht in der Vereinigung elektrisch positiver und negativer Ladungsträger (Ionen und Elektronen) zu elektrisch neutralen Teilchen, stellt also den Umkehrprozess zur Ionisation dar und ist für Astronomie und Plasmaphysik bedeutsam.

## Erdatmosphäre
In der Erdatmosphäre werden die Luftmoleküle – insbesondere Sauerstoff, Stickstoff und Natrium – tagsüber vor allem vom UV-Anteil des Sonnenlichts ionisiert. Nach Sonnenuntergang bewirkt ihr Rekombinationsleuchten eine leichte, natürliche Aufhellung des Nachthimmels. Dazu kommt allerdings noch die Streuung von Sternenlicht und von terrestrischen Lichtquellen, die vor allem in den unteren Kilometern der Atmosphäre (der Troposphäre) erfolgt, sowie an schwebenden Staubteilchen (Aerosolen).
Rekombination ist auch für das Aufleuchten von Sternschnuppen und Feuerkugeln in der Hochatmosphäre verantwortlich. Die kleineren dieser aus dem interplanetaren Raum kommenden Körper verdampfen schon in etwa 100 km Höhe durch Reibung an den Luftmolekülen, wobei sie diese ionisieren. Die Leuchtspuren kommen jedoch nicht vom Verglühen selbst, sondern aus der Rekombination kurz danach.

## Astronomie
In der Astrophysik ist das Rekombinationsleuchten vor allem in Gasnebeln von Bedeutung, wenn sie durch heiße Sterne in ihrer Umgebung angeregt werden. In Gebieten von Sternentstehung bilden sich die jungen, stark im UV-Licht strahlenden Sterne meist im Innern solcher Molekülwolken, wodurch die Leuchterscheinungen besonders stark ausfallen. In den besonders hellen Emissionsnebeln wie dem Lagunennebel (M8) im Schützen oder dem Orionnebel (M42) ist es vor allem die Rekombination ionisierten Wasserstoffs und Heliums. Teilweise erfolgt sie in richtiggehenden Kaskaden zwischen den Elektronenschalen n → n−1 → n−2 usw., also beim Wasserstoff in mehreren Spektrallinien violett bis rot der Balmer-Serie. Auch in H-II-Gebieten – dem expandierenden Nachfolgestadium der Sternbildung – und in Planetarischen Nebeln um ehemalige Riesensterne herrscht das Rekombinationsleuchten vor.